# Daniel Strigel
Daniel Strigel, född den 13 februari 1975 i Mannheim, Tyskland, är en tysk fäktare som tog OS-brons i herrarnas lagtävling i värja i samband med de olympiska fäktningstävlingarna 2004 i Aten.